# Atletismo nos Jogos Pan-Americanos de 2023 - Lançamento de dardo feminino
A competição de lançamento de dardo feminino do atletismo nos Jogos Pan-Americanos de 2023 foi disputada em 3 de novembro no Parque Deportivo Estadio Nacional, em Santiago, no Chile. No total, competiram 11 atletas de 9 Comitês Olímpicos Nacionais (CON).

## Calendário
Horário local (UTC-4).
| Data          | Horário | Fase  |
| ------------- | ------- | ----- |
| 3 de novembro | 19:10   | Final |

## Medalhistas
| Ouro   | COL Flor Ruiz      |
| Prata  | BAH Rhema Otabor   |
| Bronze | USA Madelyn Harris |

## Recordes
Antes desta competição, os recordes mundiais e dos Jogos Pan-Americanos da prova eram os seguintes:
| Tipo                             | Atleta            | Marca   | Local     | Data                   |
| -------------------------------- | ----------------- | ------- | --------- | ---------------------- |
|                                  | Barbora Špotáková | 78,28 m | Stuttgart | 13 de setembro de 2008 |
| Recorde dos Jogos Pan-Americanos | Osleidys Menéndez | 65,85 m | Winnipeg  | 25 de julho de 1999    |

## Resultados

### Final
Estes foram os resultados:
| Pos. | Atleta           | Nacionalidade      | #1    | #2    | #3    | #4    | #5    | #6    | Resultado | Notas                |
| ---- | ---------------- | ------------------ | ----- | ----- | ----- | ----- | ----- | ----- | --------- | -------------------- |
| 01 ! | Flor Ruiz        | COL Colômbia       | 63.10 | 59.69 | 61.75 | 62.37 | x     | 59.09 | 63.10     |                      |
| 02 ! | Rhema Otabor     | BAH Bahamas        | 60.54 | 59.32 | 58.09 | 57.13 | 57.64 | x     | 60.54     | Recorde pessoal      |
| 03 ! | Madelyn Harris   | USA Estados Unidos | 53.91 | 60.06 | 55.34 | x     | 52.96 | x     | 60.06     |                      |
| 4    | María Murillo    | COL Colômbia       | x     | 59.19 | 57.88 | x     | 55.32 | 58.57 | 59.19     |                      |
| 5    | Jucilene de Lima | BRA Brasil         | 57.22 | 59.04 | x     | 56.73 | x     | 57.62 | 59.04     |                      |
| 6    | Manuela Rotundo  | URU Uruguai        | 58.35 | 53.79 | 49.49 | 49.75 | 57.31 | 54.29 | 58.35     | Recorde pessoal      |
| 7    | Luz Castro       | MEX México         | 55.13 | 55.22 | 52.38 | 50.13 | 54.73 | 56.29 | 56.29     |                      |
| 8    | Rebekah Wales    | USA Estados Unidos | 54.31 | 52.98 | x     | 52.29 | x     | 50.60 | 54.31     |                      |
| 9    | Sophia Rivera    | PUR Porto Rico     | 49.52 | 53.75 | 49.51 |       |       |       | 53.75     |                      |
| 10   | Laura Paredes    | PAR Paraguai       | 52.81 | 49.54 | 47.86 |       |       |       | 52.81     | Recorde da temporada |
| 11   | Maria Ríos       | CHI Chile          | x     | x     | 48.43 |       |       |       | 48.43     |                      |

Legenda
| Recorde mundial                  | Recorde mundial (World record)               |                       | Recorde africano                      | Recorde africano (African) |                                           | Q | Classificado por posição (Qualified) |
| Recorde dos Jogos Pan-Americanos | Recorde pan-americano (Pan-American record)  | Recorde da América    | Recorde da América (Americas)         | q                          | Classificado por melhor tempo (Qualified) |   |                                      |
| Melhor marca do ano              | Melhor marca do ano (World leading)          | Recorde asiático      | Recorde asiático (Asian)              | DNS                        | Não largou (Did not start)                |   |                                      |
| Recorde nacional                 | Recorde nacional (National record)           | Recorde europeu       | Recorde europeu (European)            | DNF                        | Não terminou (Did not finish)             |   |                                      |
| Recorde pessoal                  | Recorde pessoal do atleta (Personal best)    | Recorde da Oceania    | Recorde da Oceania (Oceania)          | DSQ / DQ                   | Desclassificado (Disqualified)            |   |                                      |
| Recorde da temporada             | Recorde da temporada do atleta (Season best) | Recorde sul-americano | Recorde sul-americano (South America) | NM                         | Sem marca (No mark)                       |   |                                      |